# Brachythecium brachycarpum
Brachythecium brachycarpum är en bladmossart som beskrevs av Hugh Neville Dixon och Badhwar 1938. Brachythecium brachycarpum ingår i släktet gräsmossor, och familjen Brachytheciaceae. Inga underarter finns listade i Catalogue of Life.